# Chalcites
Genre
Chalcites est un genre d'oiseaux de la famille des Cuculidae.

## Liste des espèces
Selon la classification de référence du Congrès ornithologique international (14.2, 2024) il comporte huit espèces :
- Chalcites megarhynchus – Coucou à long bec
- Chalcites basalis – Coucou de Horsfield
- Chalcites osculans – Coucou oreillard
- Chalcites ruficollis – Coucou à gorge rousse
- Chalcites lucidus – Coucou éclatant
- Chalcites meyerii – Coucou de Meyer
- Chalcites minutillus – Coucou menu
- Chalcites crassirostris – Coucou de Salvadori